# Parafia Matki Bożej Nieustającej Pomocy w Chodaczowie
Parafia Matki Bożej Nieustającej Pomocy w Chodaczowie – parafia rzymskokatolicka znajdująca się w archidiecezji przemyskiej w dekanacie Żołynia.

## Historia
Najpierw w Chodaczowie zaadaptowano budynek mieszkalny na kaplicę. Gdy kaplica okazała się za mała, postanowiono ją rozbudować, według projektu ks. prał. Józefa Muchy. 15 marca 1980 roku rozpoczęto przebudowę, a 27 marca ukończono główne prace.  21 grudnia 1980 roku bp Ignacy Tokarczuk poświęcił drewniany kościół pw. Matki Bożej Nieustającej Pomocy. 12 czerwca 1982 roku została erygowana parafia, z wydzielonego terytorium parafii Grodzisko Dolne.
13 maja 2018 roku w kościele odbyły się święcenia diakonatu, których udzielił bp Stanisław Jamrozek.
Na terenie parafii jest 900 wiernych (w tym: Chodaczów – 540, Laszczyny – 380).
Proboszczowie parafii:
1982–1987. ks. Tadeusz Kuźniar.
1987–1995. ks. Feliks Paściak.
1995–2020. ks. kan. Stanisław Argasiński.
2020– nadal ks. Andrzej Żmudzki.